# نيك كارل
نيكولاس ألبرتو كارل (بالإنجليزية: Nick Carle)‏، من مواليد 23 نوفمبر 1981 في سيدني في أستراليا، لاعب كرة قدم أسترالي.
بدأ مسيرته الكروية مع نادي سيدني أولمبيك في عام 1997، ولعب معهم حتى عام 2002، وشارك معهم في 86 مباراة وسجل 12 هدف، وفي موسم 2002/2003 انتقل إلى نادي تروا الفرنسي، ولعب معهم 5 مباريات، وفي عام 2003 انتقل إلى نادي ماركوني ستاليونز، ولعب معهم حتى عام 2005، وشارك معهم في 24 مباراة وسجل 6 أهداف، وفي عام 2005 انتقل إلى نادي نيوكاسل يونايتد جيتس، ولعب معهم حتى عام 2007، وشارك معهم في 43 مباراة وسجل 7 أهداف، ومنذ عام 2007 وهو يلعب مع نادي غينسيلربيرليجي التركي.
و قد بدأ باللعب مع منتخب أستراليا لكرة القدم في عام 2004.

## روابط خارجية
- نيك كارل على موقع الاتحاد الدولي (مؤرشف)  (الإنجليزية)
- نيك كارل على موقع اتحاد تركيا (لاعب) (الإنجليزية)
- نيك كارل على موقع قاعدة بيانات كرة القدم.إي يو (الإنجليزية)
- نيك كارل على موقع ناشيونال فوتبول تيمز (الإنجليزية)
- نيك كارل على موقع Soccerbase.com (لاعب) (الإنجليزية)
- نيك كارل على موقع Soccerway.com (الإنجليزية)
- نيك كارل على موقع عالم كرة القدم.نت (الإنجليزية)
- نيك كارل على موقع أوليمبيديا (الإنجليزية)